# Radovan Richta
Radovan Richta, né le 6 juin 1924 et décédé le 21 juillet 1983, est un philosophe tchécoslovaque.
Auteur d'une théorie ayant pour thème central le passage d'une société de travail physique à une société de travail mental, par l'intermédiaire des moyens techniques, sa première contribution, L'Homme et la technologie dans la révolution de notre temps, date de 1963.

## Contexte historique
Avec Alexander Dubček et Ota Šik, Richta fait partie des intellectuels ayant contribué à l'avènement du Printemps de Prague. Mais l'entrée des troupes soviétiques en Tchécoslovaquie en août 1968 a conduit à leur mise à l'écart.
Avant que ne surviennent ces événements, et selon Jacques Ellul, trois facteurs sont à l'origine de l'éclosion du renouveau intellectuel en Tchécoslovaquie (plutôt que dans d'autres pays de l'est) :
- le niveau de l'industrialisation y était plus élevé ;
- la déstalinisation avait provoqué d'importants remous au sein du Parti Communiste ;
- un nombre important d'intellectuels (philosophes, artistes, cinéastes, écrivains...) exigeaient du pouvoir une libéralisation idéologique. Le congrès des intellectuels tchécoslovaques, en 1965, puis le club K 231[2], en 1967, allaient dans ce sens.

## Apport
La singularité de Richta est de soutenir que la technique constitue un ressort majeur de l'histoire (voir notamment son analyse du déclin de l'Empire romain).
Il est essentiellement connu pour avoir dirigé en 1966 l'édition de La Civilisation au Carrefour, un travail collectif réalisé par soixante auteurs et visant à analyser les implications sociales et humaines des grandes mutations scientifiques et techniques.
On lui doit d'avoir vulgarisé en 1963 l'expression « socialisme à visage humain ».

## Réception
En France, le travail de Richta est essentiellement valorisé par Jacques Ellul, lui-même auteur de plusieurs ouvrages sur le « phénomène technicien », qui lui a consacré plusieurs pages dans son livre Changer de révolution, en 1983, ainsi qu'une partie importante de son cours à l'IEP de Bordeaux : « Le raisonnement de Richta est le suivant : si nous refusons de voir la nouveauté du scientifique et du technique, le marxisme subira le même sort que toutes les superstructures idéologiques : il deviendra un masque de la réalité. » « Pour Richta, il se produit dans le monde moderne une révolution : c'est la science et la technique. [Il perçoit que] la révolution scientifique et technique n'est aliénante que parce qu'elle est bloquée par le système capitaliste, bloquée et non utilisée. La technique ne donne pas tous ses effets positifs uniquement parce qu'elle plafonne dans le système capitaliste. Le socialisme actuel est aliénant parce que bloqué dans le système industriel. La combinaison du socialisme et de la technique devrait permettre un vrai déblocage. Il faut donc faire la théorie du passage du socialisme industriel au socialisme technicien. »

## Ouvrages et articles
| 1963 | L'homme et la technique dans la révolution de nos jours                                            |
| 1963 | Le communisme et la transformation de la vie humaine. La nature de l'humanisme de notre temps      |
| 1966 | La civilisation au carrefour. Contexte social et humain de la révolution scientifique et technique |
| 1967 | La révolution scientifique et technique et le marxisme                                             |
| 1967 | L'économie comme une dimension civilisationnelle                                                   |
| 1968 | La révolution scientifique et technique et les alternatives à la civilisation moderne              |
| 1971 | La révolution scientifique et technique et le socialisme                                           |
| 1974 | L'homme, la science et la technique vus depuis l'analyse marxiste-léniniste                        |
| 1975 | La crise de la société bourgeoise                                                                  |